# Coppa del Mondo di skeleton 1997
La Coppa del Mondo di skeleton 1996/97, undicesima edizione della manifestazione organizzata dalla Federazione Internazionale di Bob e Skeleton, è iniziata il 15 dicembre 1996 a Schönau am Königssee, in Germania, e si è conclusa il 25 gennaio 1997 a Winterberg, sempre in Germania. Furono disputate otto gare: quattro per quanto concerne gli uomini e altrettante per le donne in quattro località diverse. Per la prima volta viene assegnato anche il trofeo femminile.
Nel corso della stagione si tennero anche i campionati mondiali di Lake Placid 1997, negli Stati Uniti, competizione non valida ai fini della Coppa del Mondo.
Vincitori delle coppe di cristallo, trofeo conferito ai vincitori del circuito, furono l'austriaco Alexander Müller per gli uomini e la tedesca Steffi Hanzlik per le donne, entrambi alla prima affermazione nel massimo circuito mondiale.

## Risultati

### Uomini
| Data             | Località             | Primi classificati       | Secondi classificati       | Terzi classificati       |
| ---------------- | -------------------- | ------------------------ | -------------------------- | ------------------------ |
| 15 dicembre 1996 | Schönau am Königssee | Alexander Müller Austria | Franz Plangger Austria     | Ryan Davenport Canada    |
| 21 dicembre 1996 | Igls                 | Alexander Müller Austria | Christian Auer Austria     | Franz Plangger Austria   |
| 19 gennaio 1997  | La Plagne            | Ryan Davenport Canada    | Michael Grünberger Austria | Willi Schneider Germania |
| 25 gennaio 1997  | Winterberg           | Ryan Davenport Canada    | Willi Schneider Germania   | Alexander Müller Austria |

### Donne
| Data             | Località             | Prime classificate      | Seconde classificate         | Terze classificate           |
| ---------------- | -------------------- | ----------------------- | ---------------------------- | ---------------------------- |
| 15 dicembre 1996 | Schönau am Königssee | Steffi Hanzlik Germania | Mellisa Hollingsworth Canada | Michelle Kelly Canada        |
| 21 dicembre 1996 | Igls                 | Steffi Hanzlik Germania | Michelle Kelly Canada        | Mellisa Hollingsworth Canada |
| 19 gennaio 1997  | La Plagne            | Steffi Hanzlik Germania | Michelle Kelly Canada        | Susan Speiran Canada         |
| 25 gennaio 1997  | Winterberg           | Michelle Kelly Canada   | Susan Speiran Canada         | Steffi Hanzlik Germania      |

## Classifiche

### Uomini
| Pos. | Nome pilota        | Nazione     | KÖN | IGL | LPL | WIN | Punti |
| ---- | ------------------ | ----------- | --- | --- | --- | --- | ----- |
| 1    | Alexander Müller   | Austria     | 1   | 1   | 4   | 3   | 169   |
| 2    | Ryan Davenport     | Canada      | 3   | 7   | 1   | 1   | 166   |
| 3    | Willi Schneider    | Germania    | 4   | 4   | 3   | 2   | 160   |
| 4    | Franz Plangger     | Austria     | 2   | 3   | 5   | 5   | 158   |
| 5    | Kazuhiro Koshi     | Giappone    | 10  | 7   | 7   | 4   | 144   |
| 6    | Mario Guggenberger | Austria     | 11  | 6   | 10  | 6   | 139   |
| 7    | Felix Poletti      | Svizzera    | 9   | 5   | 6   | 14  | 138   |
| 8    | Urs Vescoli        | Svizzera    | 7   | 17  | 9   | 9   | 130   |
| 9    | Andy Böhme         | Germania    | 12  | 11  | 11  | 8   | 130   |
| 10   | Chris Soule        | Stati Uniti | 5   | 14  | 13  | 11  | 129   |

### Donne
| Pos. | Nome pilota           | Nazione     | KÖN | IGL | LPL | WIN | Punti |
| ---- | --------------------- | ----------- | --- | --- | --- | --- | ----- |
| 1    | Steffi Hanzlik        | Germania    | 1   | 1   | 1   | 3   | 75    |
| 2    | Michelle Kelly        | Canada      | 3   | 2   | 2   | 1   | 69    |
| 3    | Maya Bieri            | Svizzera    | 4   | 4   | 4   | 5   | 50    |
| 4    | Caroline Burdet       | Svizzera    | 5   | 7   | 5   | 11  | 36    |
| 5    | Ursi Walliser         | Svizzera    | 6   | 5   | -   | 4   | 34    |
| 6    | Susan Speiran         | Canada      | -   | -   | 3   | 2   | 32    |
| 7    | Mellisa Hollingsworth | Canada      | 2   | 3   | -   | -   | 32    |
| 8    | Astrid Ebner          | Austria     | DNF | 6   | 12  | 6   | 24    |
| 9    | Ramona Rahnis         | Germania    | DSQ | 9   | 8   | 7   | 24    |
| 10   | Sarah Smith           | Regno Unito | 8   | 10  | 9   | 13  | 24    |